# Chiara Colizzi
Chiara Colizzi (Roma, 29 maggio 1968) è una doppiatrice e direttrice del doppiaggio italiana.

## Biografia
Figlia dell'attore e doppiatore Pino Colizzi e della doppiatrice Manuela Andrei, da tempo separati, e sorella di Carlo Colizzi, ha un figlio, nato nel 1998.
Chiara Colizzi è la voce italiana principale di numerose attrici fra cui Kate Winslet, Nicole Kidman, Penélope Cruz, Jessica Chastain, Uma Thurman e Emily Watson.
Doppiatrice di Nicole Kidman a partire dal film The Others in poi, ha doppiato anche Emily Watson ne Le onde del destino di Lars von Trier, Kate Winslet nel ruolo di Rose DeWitt Bukater in Titanic di James Cameron, Uma Thurman nel ruolo di Beatrix Kiddo in Kill Bill di Quentin Tarantino, Jessica Chastain in Interstellar di Christopher Nolan, Jada Pinkett Smith nel ruolo di Niobe in Matrix Reloaded e Matrix Revolutions dei fratelli Wachowski, oltre a Karen Allen nella riedizione su DVD de I predatori dell'arca perduta. Ha doppiato inoltre Sarah Chalke nel ruolo di Elliot Reid nella serie televisiva Scrubs - Medici ai primi ferri, Sarah Wayne Callies in Prison Break e The Walking Dead, Kelly Reilly in True Detective e Carla Gugino in Wayward Pines. Nel 2019 in Dililì a Parigi ha interpretato Emma Calvé (anche nel cantato) nel pluripremiato film d'animazione di Michel Ocelot.
È stata la voce italiana di Fox Life sino alla chiusura del canale.
Nel dicembre del 2022 con Dario Oppido diventa la voce narrante di Meraviglie - Stelle d'Europa su Rai 1.

## Doppiaggio

### Cinema
- Nicole Kidman in The Others, Birthday Girl, The Hours, Dogville, La macchia umana, Ritorno a Cold Mountain, La donna perfetta, Birth - Io sono Sean, The Interpreter, Fur - Un ritratto immaginario di Diane Arbus, Invasion, La bussola d'oro, Il matrimonio di mia sorella, Nine, Rabbit Hole, Mia moglie per finta, Trespass, Grace di Monaco, Le due vie del destino - The Railway Man, Before I Go to Sleep, Paddington, Il segreto dei suoi occhi, Strangerland, La famiglia Fang, Genius, Lion - La strada verso casa, L'inganno, Il sacrificio del cervo sacro, Aquaman, Boy Erased - Vite cancellate, Il cardellino, Bombshell - La voce dello scandalo, The Prom, A proposito dei Ricardo, The Northman, Aquaman e il regno perduto, A Family Affair
- Kate Winslet in Titanic, Quills - La penna dello scandalo, Little Children, The Life of David Gale, Se mi lasci ti cancello, Extras, Romance & Cigarettes, Tutti gli uomini del re, Revolutionary Road, The Reader - A voce alta, Carnage, Contagion, Blackbird, Comic Movie, Un giorno come tanti, Divergent, The Divergent Series: Insurgent, Le regole del caos, Steve Jobs, The Dressmaker - Il diavolo è tornato, Codice 999, Collateral Beauty, Il domani tra di noi, La ruota delle meraviglie - Wonder Wheel, Ammonite - Sopra un'onda del mare, Avatar - La via dell'acqua
- Emily Watson in Metroland, Gosford Park, Red Dragon, Il prezzo della libertà, Le onde del destino, The Boxer, Le ceneri di Angela, Tu chiamami Peter, Miss Potter, The Water Horse - La leggenda degli abissi, Un segreto tra di noi, Synecdoche, New York, War Horse, Anna Karenina, Storia di una ladra di libri, La ragazza del dipinto, Testament of Youth, Una notte con la regina, Kingsman - Il cerchio d'oro, The Happy Prince - L'ultimo ritratto di Oscar Wilde, Chesil Beach - Il segreto di una notte, Piccole cose come queste, The Legend of Ochi
- Penélope Cruz in La niña dei tuoi sogni, Il mandolino del capitano Corelli, Vanilla Sky, Un amore sotto l'albero, Sahara, Vicky Cristina Barcelona, Pirati dei Caraibi - Oltre i confini del mare, Venuto al mondo, The Counselor - Il procuratore, Ma ma - Tutto andrà bene, Zoolander 2, Grimsby - Attenti a quell'altro, Assassinio sull'Orient Express, Escobar - Il fascino del male, Tutti lo sanno, Wasp Network, Finale a sorpresa - Official Competition, Ferrari
- Jessica Chastain in Il debito, Coriolanus, Lawless, Zero Dark Thirty, La madre, Interstellar, La scomparsa di Eleanor Rigby, 1981: Indagine a New York, Il cacciatore e la regina di ghiaccio, Miss Sloane - Giochi di potere, Molly's Game, Secret Team 355, The Forgiven
- Uma Thurman in Kill Bill: Volume 1, Kill Bill: Volume 2, Gli occhi della vita, Be Cool, Prime, The Producers - Una gaia commedia neonazista, La mia super ex-ragazza, Percy Jackson e gli dei dell'Olimpo - Il ladro di fulmini, Un marito di troppo, Bel Ami - Storia di un seduttore, Quello che so sull'amore, Nymphomaniac, Hollywood Stargirl, La stanza degli omicidi, Oh, Canada - I tradimenti, The Old Guard 2
- Radha Mitchell in In linea con l'assassino, Man on Fire - Il fuoco della vendetta, Melinda e Melinda, Crazy in Love, The Code, La città verrà distrutta all'alba, Attacco al potere - Olympus Has Fallen, Attacco al potere 2
- Michelle Williams in La terra dell'abbondanza, Shutter Island, Marilyn, Il grande e potente Oz, Suite francese, Tutti i soldi del mondo, Come ti divento bella!, Dopo il matrimonio, The Fabelmans
- Christina Applegate in Mars Attacks!, The Rocker - Il batterista nudo, Amore a mille... miglia, Libera uscita, Ultimo viaggio in Oregon
- Emily Mortimer in Scream 3, Faccia a faccia, La Pantera Rosa, La Pantera Rosa 2, The Party
- Sienna Guillory in The Time Machine, Eragon, Inkheart - La leggenda di cuore d'inchiostro, Resident Evil: Afterlife, Clifford - Il grande cane rosso
- Denise Richards in Il mondo non basta, Posta del cuore, Yo puta, Scary Movie 3 - Una risata vi seppellirà
- Kate Hudson in Le Divorce - Americane a Parigi, Alex & Emma, The Skeleton Key, La ragazza del mio migliore amico
- Bryce Dallas Howard in The Village, Manderlay, As You Like It - Come vi piace, Il drago invisibile
- Jennifer Jason Leigh in eXistenZ, The Spectacular Now, The Hateful Eight
- Gwyneth Paltrow in Amore a prima svista, Una hostess tra le nuvole, Proof - La prova
- Halle Berry in Codice: Swordfish, La morte può attendere, La moglie di un uomo ricco
- Kate Beckinsale in Quando l'amore è magia - Serendipity, Tiptoes, Stanno tutti bene - Everybody's Fine
- Kathleen Robertson in Scary Movie 2, Mi chiamo Sam, Hollywoodland
- Emmanuelle Béart in 8 donne e un mistero, Nathalie..., L'enfer
- Bridget Moynahan in La regola del sospetto, Lord of War, Il mio amico Nanuk
- Robin Wright in Complicità e sospetti, La leggenda di Beowulf, L'arte di vincere
- Diane Kruger in Special Forces - Liberate l'ostaggio, Addio mia regina, Oltre la notte
- Anja Kling in Aiuto, ho ristretto la prof!, Aiuto, ho ristretto mamma e papà!, Aiuto, ho ristretto i miei amici!
- Renée Zellweger in Il gioco dei rubini, Io, me & Irene
- Drew Barrymore in Mai stata baciata, Donnie Darko
- Calista Flockhart in Le cose che so di lei, Fragile - A Ghost Story
- Estella Warren in Planet of the Apes - Il pianeta delle scimmie, Driven
- Maria Bello in La regola delle 100 miglia, La quinta onda
- Franka Potente in The Bourne Identity, The Bourne Supremacy
- Jada Pinkett Smith in Matrix Reloaded, Matrix Revolutions
- Carla Gugino in Missione 3D - Game Over, Sfida senza regole
- Rachel McAdams in Le pagine della nostra vita, Midnight in Paris
- Naomie Harris in After the Sunset, Miami Vice
- Jennifer Connelly in Dark Water, Blood Diamond - Diamanti di sangue
- Julianne Nicholson in Black Mass - L'ultimo gangster, Tonya, Operazione vendetta
- Vera Farmiga in Joshua, Orphan
- Olivia Newton-John in Grease - Brillantina
- Wendy Makkena in Sister Act - Una svitata in abito da suora
- Anna Falchi in Dellamorte Dellamore[2]
- Renee Humphrey in French Kiss
- Joely Richardson ne La carica dei 101 - Questa volta la magia è vera
- Milla Jovovich in He Got Game
- Kristina Wayborn in Un fantasma per amico
- Sarah Jessica Parker in Mars Attacks![3]
- Alessia Merz in Panarea
- Cate Blanchett ne Il talento di Mr. Ripley
- Sophie Marceau in Sogno di una notte di mezza estate
- Rosario Dawson in Una voce per gridare
- Hope Davis in Mumford
- Brooke Langton ne Le riserve
- Jennifer Lopez in Angel Eyes - Occhi d'angelo
- Zoe McLellan in Dungeons & Dragons - Che il gioco abbia inizio
- Laura Harring in Mulholland Drive
- Heather Graham ne La vera storia di Jack lo squartatore - From Hell
- Leslie Bibb in Spot - Supercane anticrimine
- Minnie Driver in High Heels and Low Lifes
- Hilary Swank in Insomnia
- Mía Maestro in Frida
- Kelly Hu ne Il Re Scorpione
- Jenna Elfman in Looney Tunes: Back in Action
- Ellen Pompeo in Old School
- Gabrielle Union in Amici x la morte
- Eva Mendes in Fratelli per la pelle
- Samantha Morton ne L'amore fatale
- Laura Linney in P.S. Ti amo
- Lena Headey ne I fratelli Grimm e l'incantevole strega
- Melissa George in Amityville Horror
- Mena Suvari in Beauty Shop
- Amy Smart in Non dire sì - L'amore sta per sorprenderti
- Emily Blunt ne Le verità negate
- Amanda Peet in Martian Child - Un bambino da amare
- Sarah Alexander in 2 Young 4 Me - Un fidanzato per mamma
- Sarah Wayne Callies ne Il respiro del diavolo
- Sydney Tamiia Poitier in Grindhouse - A prova di morte
- Claire Danes in Un amore senza tempo
- Kathryn Morris in La rivincita del campione
- Saffron Burrows ne La rapina perfetta
- Sally Hawkins in La felicità porta fortuna - Happy Go Lucky
- Marika Lagercrantz in Uomini che odiano le donne
- Karen Allen ne I predatori dell'arca perduta (ridoppiaggio 2009)
- Naomi Watts in Incontrerai l'uomo dei tuoi sogni
- J. Smith-Cameron in Margaret
- Charlotte Gainsbourg in Melancholia
- Michelle Monaghan in Machine Gun Preacher
- Amy Adams in On the Road
- Olga Kurylenko in To the Wonder
- Winona Ryder in The Iceman
- Olivia Wilde in Third Person
- Natalie Dormer in Rush
- Melina Kanakaredes in Snitch - L'infiltrato
- Rosamund Pike in Hector e la ricerca della felicità
- Miranda Otto in I, Frankenstein
- Indira Varma in Exodus - Dei e re
- Christina Hendricks in God's Pocket
- Anne Heche in Joker - Wild Card
- Shefali Shah in Brothers
- Anna Galvin in Warcraft - L'inizio
- Emma Suárez in Julieta
- Ayelet Zurer in Ben-Hur
- Gretchen Mol in Quando un padre
- Holly Hunter in The Big Sick - Il matrimonio si può evitare... l'amore no
- Lake Bell in 40 sono i nuovi 20
- Carrie Coon in Widows - Eredità criminale
- Hattie Morahan in Enola Holmes
- Fernanda Urrejola in Cry Macho - Ritorno a casa
- Sasha Alexander in Dangerous Lies
- Valérie Lemercier in Aline - La voce dell'amore
- Julie-Anne Roth in Beautiful Minds
- Laura Benanti in Tick, Tick... Boom!
- Maria Fernanda Cândido in Animali fantastici - I segreti di Silente
- Lucy Punch in Book of Love
- Susie Porter in Gold
- Zoe Lister-Jones in Beau ha paura
- Lara Flynn Boyle in Divano di famiglia
- Erin Karpluk in Mrs. Miracle - Una tata magica
- Magdalena Popławska in Il divorzio
- Golda Rosheuvel in This Time Next Year - Cosa fai a Capodanno?
- Orla Brady in Freud - L'ultima analisi
- Alexandra Lamy in Moon - Il panda

### Serie televisive
- Emily Watson in Apple Tree Yard - In un vicolo cieco, Genius, Piccole donne, Chernobyl, The Third Day, Dune: Prophecy
- Sarah Chalke in Scrubs - Medici ai primi ferri, Cougar Town, Ricomincio... dai miei, Angie Tribeca, Compagni di università, L'estate in cui imparammo a volare
- Sarah Wayne Callies in Prison Break, Prison Break: The Final Break, The Walking Dead, Colony
- Kelli Giddish in Chase, Law & Order - Unità vittime speciali, Chicago P.D., Chicago Fire
- Uma Thurman in Smash, The Slap, Imposters, Suspicion
- Nicole Kidman in Big Little Lies - Piccole grandi bugie, The Undoing - Le verità non dette, Nine Perfect Strangers, Lioness
- Bridget Moynahan in Six Degrees - Sei gradi di separazione, Eli Stone, Blue Bloods
- Shelley Conn in Amanti, Strike Back, Terra Nova
- Mädchen Amick in I segreti di Twin Peaks (st. 1-2), Twin Peaks
- Kim Raver in 24, 24: Live Another Day
- Amy Acker in Dollhouse, The Gifted
- Ally Walker in Tell Me You Love Me - Il sesso. La vita, The Protector
- Melissa George in In Treatment, Hunted
- Nia Long in Willy, il principe di Bel-Air
- Ana Colchero in Cuore selvaggio
- Kathleen Robertson in Beverly Hills 90210
- Paige Turco in Cinque in famiglia
- Kathryn Erbe in Oz
- Gina Torres in Alias
- Melissa Peterman in Reba
- Kathryn Morris in Cold Case - Delitti irrisolti
- Rhona Mitra in The Practice - Professione avvocati
- Paula Malcomson in Deadwood
- Rachel Nichols in The Inside
- Rebecca Romijn in Ugly Betty
- Stephanie March in Conviction
- Anne Dudek in Dr. House - Medical Division
- Lucy Brown in Primeval
- Diana Glenn in Satisfaction
- Christina Applegate in Samantha chi?
- Alex Kingston in Doctor Who
- Molly Ringwald in La vita segreta di una teenager americana
- Jolene Anderson in Rush
- Jessalyn Gilsig in Glee
- Heather Stephens in The Forgotten
- Lisa Marcos in The Listener
- Ruth Wilson in Luther
- Dominique McElligott in Hell on Wheels
- Laura Mennell in Alphas
- Julianne Nicholson in Boardwalk Empire - L'impero del crimine
- Alexandra Breckenridge in American Horror Story
- Lara Pulver in Sherlock
- Alissa Jung in Maria di Nazaret
- Sarah Shahi in Person of Interest
- Carole Bianic in Cherif
- Radha Mitchell in Red Widow
- Jada Pinkett Smith in Gotham
- Beau Garrett in Girlfriends' Guide to Divorce
- Mira Sorvino in Intruders
- Tricia Helfer in Killer Women
- Carla Gugino in Wayward Pines
- Nasim Pedrad in Scream Queens
- Kelly Reilly in True Detective
- Orla Brady in Into the Badlands
- Daryl Hannah in Sense8
- Annet Mahendru in The Following
- Annabel Scholey ne I Medici
- Michelle Dockery in Good Behavior
- Bre Blair in Game of Silence
- Anna Torv in Mindhunter
- Jennifer Jason Leigh in Atypical
- Penélope Cruz in American Crime Story
- Kristin Lehman in Altered Carbon
- Natascha McElhone in The First
- Carrie Coon in The Sinner
- Gretchen Mol in Nightflyers
- Nishi Munshi in Lethal Weapon
- Linda Cardellini in Amiche per la morte - Dead to Me
- Katheryn Winnick in Wu Assassins
- Merle Dandridge in L'assistente di volo - The Flight Attendant
- Juliet Rylance in Perry Mason
- Christiane Seidel ne La regina degli scacchi
- Emanuela Fanelli in Una pezza di Lundini
- Jeanette Hain in Tribes of Europa
- Christiane Paul in FBI: International
- Sarah Podemski in Coroner
- Dagmara Domińczyk in We Own This City - Potere e corruzione
- Jen Tulloch in Scissione
- Simone Kessell in Obi-Wan Kenobi
- Jessica Chastain in George & Tammy
- Constance Zimmer in Shelter
- Kelly Hu in Castle
- Téa Leoni in Only Murders in the Building
- Angeliqa Devi in Those About to Die
- Orla Brady in Into the Badlands
- Andrea Pietra in L'Eternauta

### Film d'animazione
- Yukari Yukino in Il giardino delle parole, Your Name.
- Gloria in Madagascar 2, Madagascar 3 - Ricercati in Europa
- Carmen in PAW Patrol - Il film, PAW Patrol - Il super film
- Principessa Teronna in UFO Robot Goldrake, il Grande Mazinga e Getta Robot G contro il Dragosauro
- Alvin Seville in I nostri eroi alla riscossa
- Principessa Atta in A Bug's Life - Megaminimondo
- Juri Arisugawa in Utena la fillette révolutionnaire - Apocalisse adolescenziale
- Regina Ellsmere in Spellbound - L'incantesimo (dialoghi)
- Akima in Titan A.E.
- Peque in La foresta magica
- Becky Detweiler in Ricreazione - La scuola è finita
- Anita (parte parlata) ne La carica dei 101 II - Macchia, un eroe a Londra
- Madre di Sara in L'apetta Giulia e la signora Vita
- Cappy in Robots
- Daisy in Barnyard - Il cortile
- Carlotta in La tela di Carlotta
- Alvin Seville in Le avventure dei Chipmunk
- Fata degli Elfi in Azur e Asmar
- Trudy in Bee Movie
- Belle in A Christmas Carol
- Voce Narrante in Astro Boy
- Catherine in Cani & gatti - La vendetta di Kitty
- Susan Frankenstein in Frankenweenie
- Alice Greystoke in Tarzan
- Mary Beth in Il libro della vita
- Madre di Gallina in Pedro: Galletto coraggioso
- Mamma/Scimmia in Kubo e la spada magica
- Agatha Gillman in Ruby Gillman - La ragazza con i tentacoli
- Emma Calvé in Dililì a Parigi
- Sailor Galaxia in Pretty Guardian Sailor Moon Cosmos - Il film
- Pupazzo di Billie Holiday in Opus - Venera la tua stella

### Serie animate
- Kate Winslet ne I Simpson, I Griffin
- Marlene in Free Willy
- Geranio in Thumbs
- Kaori Makimura in City Hunter
- Juri Arisugawain in Utena la fillette révolutionnaire
- Dorothy in Street Fighter II V
- Maeter in Harlock Saga - L'anello dei Nibelunghi
- Ayaka Kisaragi in Spiriti & Affini S.r.l. - Società a Razionalità Limitata
- Evelyn (ep. 31x7) ne I Simpson
- Sara in Ken il guerriero - La trilogia
- Jade in Angel Sanctuary
- Louise in Sissi, la giovane imperatrice

### Videogiochi
- Principessa Atta in A Bug's Life (1998)[4] e Bottega dei giochi - A Bug's Life (1999)[5]
- Natsumi e Scimmia Rosa in Ape Escape 2 (2003)[6]
- Farah in Prince of Persia: Le sabbie del tempo (2003)[7]
- Jade in Beyond Good & Evil (2003)[8]
- Maggiore Jones in XIII (2003)[9]
- Hisako Yao e Reiko Takato in Forbidden Siren (2004)[10]
- Ellen in Folklore (2007)[11]
- Nariko in Heavenly Sword (2007)[12] e PlayStation All-Stars Battle Royale (2012)[13]
- Madison Li in Fallout 3 (2008)[14]
- Gloria in Madagascar 3 (2012)[15]
- Tyrande Soffiabrezza in Heroes of the Storm (2015)[16]
- Rosalind Myers in Cyberpunk 2077 (2020)[17]
- Tilda Van Der Meer in Horizon Forbidden West (2022)[18]
- Laufey in God of War Ragnarök (2022)[19]

### Programmi televisivi
- Meraviglie - Stelle d'Europa, (Rai 1, 2022-2023)
- Una pezza di Lundini (Rai 2, 2022)

## Radio
- Titanic, le ultime cento ore, regia di Tomaso Sherman (sceneggiato, Rai Radio 2, 2001)
- Angel in Dylan Dog, regia di Armando Traverso (sceneggiato, Rai Radio 2, 2002)
- Pris in Blade Runner, cacciatore di androidi, regia di Armando Traverso (Radio2 Rai, 2003)

## Riconoscimenti
- Gran Galà del Doppiaggio Romics DD
  - 2005 – Voce femminile dell'anno assegnato dai direttori del doppiaggio
  - 2007 – Voce femminile dell'anno assegnato dai direttori del doppiaggio